# Bisphenol B
Bisphenol B kurz (BPB) ist eine aromatische organische Verbindung aus der Gruppe der Diphenylmethan-Derivate und eines der Bisphenole. BPB ist eine mit Bisphenol A verwandte Verbindung und unterscheidet sich lediglich durch seine Ethylgruppe (C2H5) von Bisphenol A.

## Verwendung
Wie andere Bisphenole auch, wird Bisphenol B für die Herstellung von Polycarbonaten, Epoxyharzen und Phenolharzen etc. eingesetzt. Bisphenol B kann auch in Thermopapier enthalten sein.